# Вила-Валбуона (Кунео)
Вила-Валбуона је насеље у Италији у округу Кунео, региону Пијемонт.
Према процени из 2011. у насељу је живело 67 становника. Насеље се налази на надморској висини од 735 м.